# Tsuyuki Kazuto
Kazuto Tsuyuki (sinh ngày 14 tháng 8 năm 1984) là một cầu thủ bóng đá người Nhật Bản.

## Sự nghiệp câu lạc bộ
Kazuto Tsuyuki đã từng chơi cho Nagoya Grampus, Tokushima Vortis và Roasso Kumamoto.